# Флавий Феликс (поэт)
Не путать с консулом 428 года и консулом 511 года.
Флавий Феликс (лат. Flavius Felix) — римский поэт конца V века из Северной Африки (возможно был оттуда родом).
О его жизни почти ничего неизвестно. Информация о нём относится к периоду правления короля вандалов Тразамунда (496—523 гг.).
Проживал в Карфагене и носил титул vir clarissimus, то есть принадлежал к сенаторскому сословию.
Феликс, как и ряд других римских поэтов (Люксорий, Коронат и др.) воспевали короля Тразамунда в своих стихах.
Сохранилось несколько коротких стихотворений в эпиграфической форме, найденных в Карфагене. Четыре из пяти сохранившихся стихотворений, прославляют великолепие терм, построенных Тразамундом (Thermae Alianae). Пятое — ходатайство, адресованное королевскому чиновнику Викториану, о назначении на церковную должность.
Все пять стихотворений собраны в Anthologia veterum Latinorum epigrammatum et poematum (ed. Burmannianam digessit et auxit H. Meyerus). 1835. p. 122—124.